# 喀湖错
喀湖错（藏語：གའུ་མཚོ།，威利转写：ga'u mtsho，THL：Gau Tso）位于中国西藏自治区阿里地区改则县境内，地处改则县西部。湖面海拔4763米，面积22平方公里。湖区气候寒冷干燥，年均气温-4℃，年均降水量100毫米左右。湖水主要依靠地下水和坡面漫流补给，无地表径流入湖。集水区面积1590平方公里。

## 交通
- 216国道